# Josipdol, Slovenia
Josipdol este o localitate din comuna Ribnica na Pohorju, Slovenia, cu o populație de 330 de locuitori.